# Pioltello
Pioltello é uma comuna italiana da região da Lombardia, província de Milão, com cerca de 31 552 habitantes. Estende-se por uma área de 13 km², tendo uma densidade populacional de 2 427 hab/km². Faz fronteira com Cernusco sul Naviglio, Vimodrone, Segrate, Rodano, Peschiera Borromeo.

## Demografia
| Variação demográfica do município entre 1861 e 2011                               |
|                                                                                   |
| Fonte: Istituto Nazionale di Statistica (ISTAT) - Elaboração gráfica da Wikipedia |